# Întreprindere de stat
O întreprindere de stat (abreviat ÎS sau Î.S.) este o întreprindere al cărei capital social aparține parțial (statul avînd cota de control) sau în întregime statului. Întreprinderea de stat este agent economic independent cu drepturi de persoană juridică, care, pe baza proprietății de stat transmise ei în gestiune, desfășoară activitate de întreprinzător.
Controlul asupra activității întreprinderii îl exercită organele administrației de stat în conformitate cu legile (în dependență de stat) cu privire la antreprenoriat și întreprinderi, ș.a.m.d.
Întreprinderea poartă răspundere pentru obligațiunile sale cu toate bunurile de care dispune. Organul administrației de stat nu poartă răspundere pentru obligațiunile întreprinderii pe care a înființat-o. Întreprinderea nu poartă răspundere pentru obligațiunile organului administrației de stat care a înființat-o.
Printre marile societăți comerciale patronate de stat se numără: 
- Austria: "ÖBB", "Volksbank";
- Germania: "Deutsche Bahn";
- Ungaria: "MOL";
- Olanda: "ABN AMRO".

Printre firmele în care statul deține o mare parte din acțiuni se pot enumera:
- Italia: Alitalia-Linee Aeree Italiane;
- Franța: "Peugeot", "Renault", "Orange SA";
- Germania: "Grupul Volkswagen", Hapag-Lloyd.